# Малахів курган

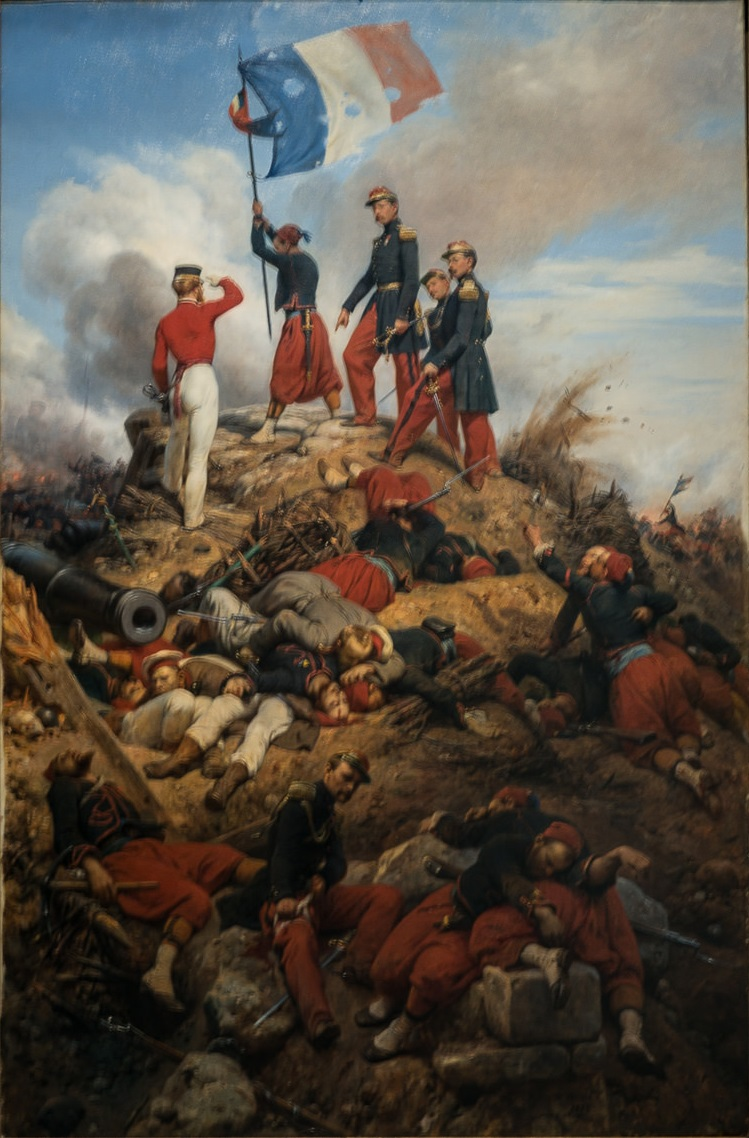
Орас Верне. Генерал Патріс де Мак-Магон після здобуття Малахового кургану.

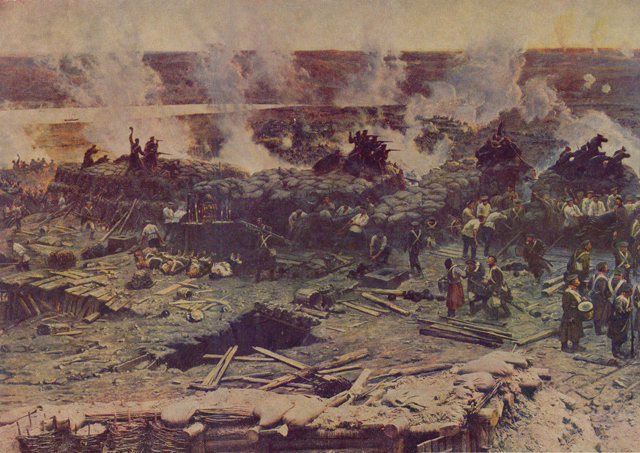
Деталі панорами Франца Рубо(1904).

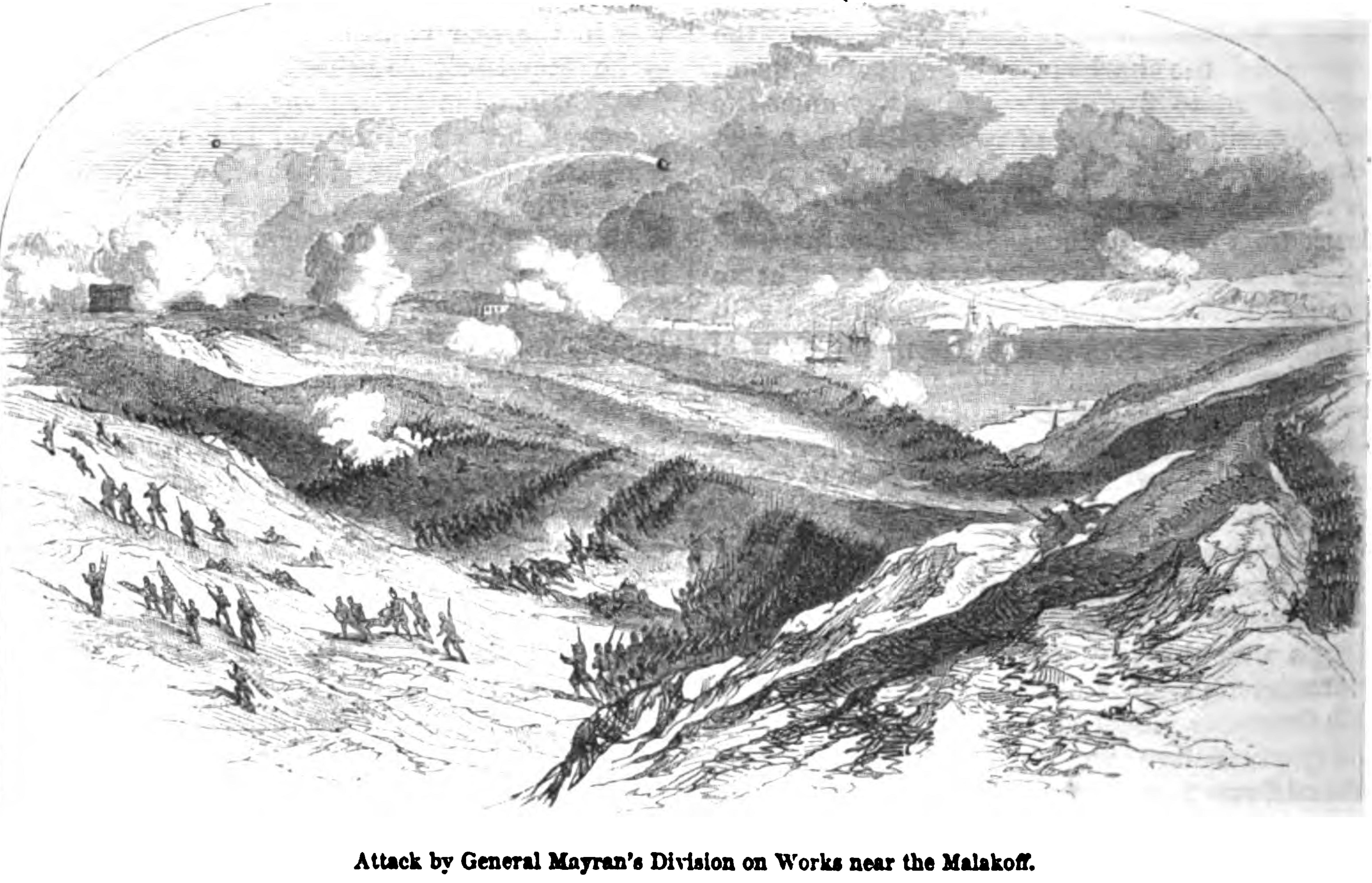
Атака дивізіону генерала Майрана. Джордж Додд

Мала́хів курган — стратегічно важлива висота на південний схід від центру Севастополя на Корабельній стороні. Входить у межу міста і є однією з популярних туристичних пам'яток.

## Історія

### Походження назви
Вперше назва з'явилася на генеральному плані Севастополя в 1851 році. Згідно з однією з версій (на підставі документів, що зберігаються в Центральному державному архіві військово-морського флоту Росії), курган назвали за ім'ям капітана Михайла Михайловича Малахова. У 1827 році Михайло Малахов переселився з Херсона до Севастополя, оселився на Корабельній стороні та став командувати ротою 18-го робочого екіпажу. За порівняно короткий час капітан Малахов зажив серед нижніх чинів і бідняків слави людини, здатної вирішувати справи. До його хати, що була поблизу кургану, йшли з проханнями й спірними питаннями. Незабаром прізвищем капітана став називатися весь курган.

### Кримська війна
Битва за Малахів курган — великий бій під час Кримської війни, між союзними та російськими арміями 7 вересня 1855, під час облоги Севастополя. Французька армія під командуванням генерала Мак-Магона успішно штурмувала редути Малахового кургану, хоча одночасна атака британців на Редан на півдні була відбита. В один з визначальних моментів війни французький зуав Євген Лібо встановив французький прапор на вершині російського редуту. Після Битви за Малахів курган Севастополь припинив опір, чим завершилася його 11-місячна оборона.